# Zélandie
Zélandie (také známá jako Novozélandský kontinent nebo Tasmantis) je téměř zcela ponořený kontinentální fragment, který se oddělil od Austrálie před 60–85 miliony let a měl maximální rozlohu okolo čtyř milionů čtverečních kilometrů (asi polovina Austrálie).

## Geografie
Dělil se na severní část (ležící na Australské desce) a jižní část (ležící na Pacifické desce), hranicí mezi nimi byl Kermadecký příkop. Před 23 miliony let se z velké části ponořil do Tichého oceánu, dnes zůstává neponořeno přibližně 7 % kontinentu (286 655 km2). Patří do regionu Australasie a leží na něm Nový Zéland, Nová Kaledonie, ostrov Norfolk a několik menších ostrovů. Region Zélandie patří k seismicky nejaktivnějším místům světa, kontinentální šelf u pobřeží Taranaki je významným ložiskem ropy. Kontinent Zélandie měl v důsledku své izolace unikátní faunu, jejíž pozůstatky se našly při vykopávkách v lokalitě Saint Bathans.

## Populace
V současné době (červenec 2023) žije na nepotopeném zbytku země přes pět miliónů lidí.